# Wartan Hunanian
Wartan Hunanian (ur. 1644 w Tokacie w Armenii Zachodniej, zm. 1715) – duchowny ormiańskokatolicki, od 1665 przebywał we Lwowie; w 1675 wyświęcony na biskupa-koadiutora lwowskiej archidiecezji ormiańskiej.
W 1677 wyjechał na misję do Wielkiej Armenii, gdzie został uwięziony - do Lwowa powrócił dopiero w 1686 (od 1681 po śmierci arcybiskupa Torosowicza formalnie był arcybiskupem).
Organizator klasztoru benedyktynek ormiańskich we Lwowie, rozszerzył unię z kościołem rzymskim wśród Ormian w Siedmiogrodzie i Mołdawii.